# Leimbach, Thüringen
Leimbach är en kommun och ort i Wartburgkreis i förbundslandet Thüringen i Tyskland.
Kommunen ingår i förvaltningsgemenskapen Bad Salzungen tillsammans med staden Bad Salzungen.